# Prêt locatif à usage social
Le prêt locatif à usage social (Plus) est un prêt français destiné aux organismes de logement social (HLM) et aux sociétés d'économie mixte (SEM).

## Rôle
Le prêt locatif à usage social permet de financer :
- l'achat de terrain et la construction de logements neufs ;
- l'acquisition et  l’amélioration de logements anciens ;
- la transformation de locaux divers, avec ou sans acquisition, en logements locatifs.

Ces constructions entrent alors dans la catégorie des logements sociaux par le biais d'une convention passée avec l'État.

## Historique
Le prêt locatif à usage social est créé par le décret no 99-794 du 14 septembre 1999. Il remplace les Prêts locatifs aidés (PLA) et Prêts locatifs aidés à loyer minoré (PLA-LM).
Sa mise en place doit donner aux bailleurs sociaux les moyens, notamment juridiques, de répondre aux exigences de mixité sociale en leur permettant d’accueillir dans les mêmes immeubles des ménages avec des ressources différenciées et de mieux maîtriser les loyers des opérations. Les opérations financés par le Plus doivent accueillir au moins 30 % de locataires dont les revenus sont inférieurs à 60 % du plafond des ressources et 10 % de locataires dont les revenus sont supérieurs de 20 % maximum au plafond. Les logements sociaux ainsi réalisés sont accessibles à 75 % de la population. 

## Octroi
Le prêt locatif à usage social est exclusivement distribué par la Caisse des Dépôts. Son taux est indexé  sur celui du Livret A, majoré de 0,60 %. En 1999, il était de 3,45 %. En 2012, avec un taux du Livret A à 2,25 %, le taux du prêt locatif est donc à 2,85 %. 

### Plafond de loyer
Une convention est obligatoirement passée entre l’État et le bénéficiaire. Elle fixe le loyer maximum, avec un plafond modulé selon le type de logement et la zone géographique. 
| Plafonds de loyer | Zone I bis | Zone I    | Zone II   | Zone III  |
| ----------------- | ---------- | --------- | --------- | --------- |
| 2017              | 6,71 €/m²  | 6,31 €/m² | 5,54 €/m² | 5,14 €/m² |

### Plafond de ressources
Les locataires sont soumis à un plafond de ressources dépendant de la composition du foyer et de la zone géographique. Ce plafond a été fixé à 90 % de celui retenu pour le PLA. Les locataires sont éligibles à l’aide personnalisée au logement (APL), en application de l'alinéa 3 de l’article L.351-2 du code de la construction et de l’habitation.
Plafonds de ressources en 2017 :
| Nombre de membres du foyer  | Paris et communes limitrophes | Reste de l’Île-de-France | Autres régions |
| --------------------------- | ----------------------------- | ------------------------ | -------------- |
| 1                           | 23 146 €                      | 23 146 €                 | 20 123 €       |
| 2                           | 34 593 €                      | 34 593 €                 | 26 872 €       |
| 3                           | 45 347 €                      | 41 583 €                 | 32 316 €       |
| 4                           | 54 141 €                      | 49 809 €                 | 39 013 €       |
| 5                           | 64 417 €                      | 58 964 €                 | 45 895 €       |
| 6                           | 72 486 €                      | 66 353 €                 | 51 723 €       |
| Par personne supplémentaire | 8 077 €                       | 7 393 €                  | 5 769 €        |

### Normes d'habitabilité
Des normes minimales d’habitabilité sont définies par arrêté du ministère chargé du logement. Celles-ci comprennent des normes générales relatives à la sécurité, à la salubrité et à l’équipement de l’immeuble (étanchéité, parties communes et canalisations) et des normes relatives à la sécurité, à la salubrité et à l’équipement des logements (normes dimensionnelles, ouverture et ventilation, installation de la cuisine ou du coin cuisine, installation du gaz et de l’électricité, équipement sanitaire et chauffage).
Les bailleurs doivent fournir, tous les trois ans, un état d’occupation sociale des logements.

## Bases juridiques
Les textes qui définissent les conditions d'attribution du prêt locatif à usage social sont les articles R.331-1 à R.331-28 du code de la construction et de l’habitation et la loi de finances de l'année en cours.
S'appliquent également les décrets no 99-864 et 99-865 du 7 octobre 1999 et la circulaire 99-71/UC/FB/DH du 14 octobre 1999.

## Dispositions financières
Pour les opérations de construction neuve, définies à l'alinéa 2 de l'article R.331-15 a) du code de la construction et de l’habitation, le taux de subvention est fixé à 5 %, pouvant être porté à 6,5 % par dérogation préfectorale. Pour les opérations d’acquisition-amélioration, définies à l'alinéa 3 de l'article R.331-15 a) du code de la construction et de l’habitation, le taux de subvention est de 10 %, pouvant être porté à 11,5 % par dérogation préfectorale.
Les opérations bénéficient du taux de taxe sur la valeur ajoutée (TVA) à 5,5 % pour la construction ou la réalisation des travaux, si ceux-ci sont éligibles aux catégories de travaux retenus par le décret du 30 avril 1998 (travaux d’amélioration, de transformation ou d’aménagement de logements locatifs sociaux). Elles sont exonérées de la taxe foncière sur les propriétés bâties (TFPB) pendant quinze ans. Cette durée d’exonération est portée à 25 ans pour les logements locatifs sociaux construits sur la période du plan de cohésion sociale 2005-2009.
En application de l’article R.331-1 du code de la construction et de l’habitation, l'octroi d'un prêt locatif à usage social s'accompagne d’un prêt de la Caisse des dépôts et consignations (CDC), au taux de 4,3 %, d’une durée de 50 ans, assorti d’un préfinancement. Le montant du prêt ne peut dépasser, déduction faite de la subvention de l’État, l’assiette de subvention définie à l’article R.331-15 du code de la construction et de l’habitation et calculée selon des modalités fixées par arrêté.